# Tancas serradas a muru
(Traduzione di Giovanni Spano)
Tancas serradas a muru (in italiano: Tanche chiuse con muro) è una poesia del poeta Melchiorre Murenu. 
Questi versi sono divenuti un canto d'autore di ispirazione folklorica e da tempo sono entrati a far parte della cultura e della tradizione popolare sarda.
I versi erano stati composti dal poeta macomerese poco dopo l'entrata in vigore della Editto delle chiudende.
La prima pubblicazione del brano è quello del Coro Supramonte di Orgosolo che l'aveva inserita nell'LP Pascoli serrati da muri , Fonit Cetra.

## Altre versioni
- 1984, Maria Carta, nell'album Sonos 'e memoria
- 1988, Bertas nel loro album Unu mundu bellissimu
- 2005, con il titolo Tancas Serradas A Muru (Walls Are Encircling The Land), Osvaldo Golijov nel CD Ayre, con Dawn Upshaw & The Andalucian Dogs, Deutsche Grammophon GmbH, Hamburg[3]

altri interpreti
- Cordas e Cannas